# Ionisatiebeveiliging

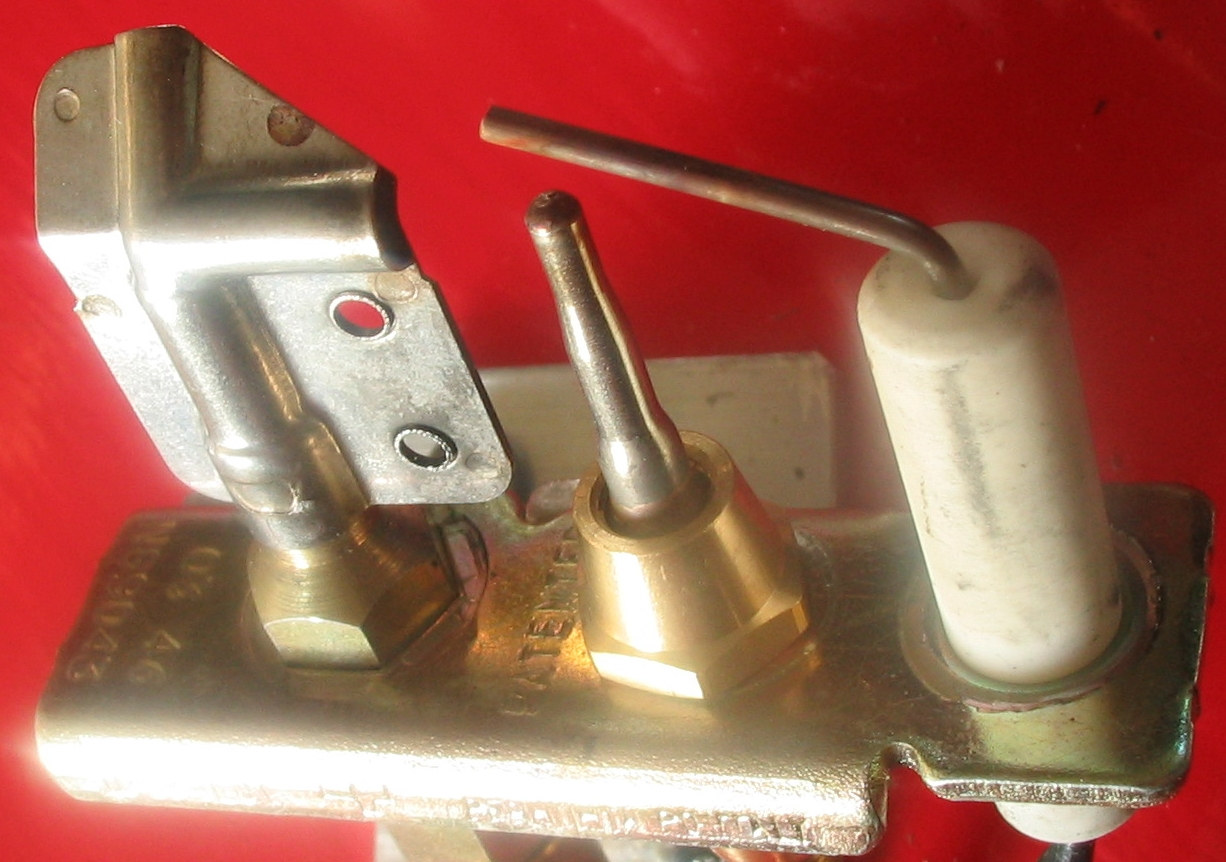
Waakvlambrander (links) met combinatie van thermokoppel- (midden) en ionisatiebeveiliging annex ontsteekelektrode (rechts)

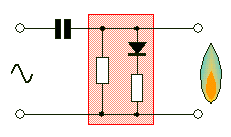
Elektrische detektie van vlamionisatie (schematisch).

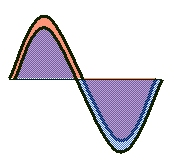
Het elektrische signaal zonder (rood) en met (blauw) detectie van vlamionisatie (sterk overdreven).

Een ionisatiebeveiliging is een vorm van vlambeveiliging, een elektrische bewaking van de gasvlam in een gasgestookt apparaat, waardoor de gastoevoer stopt zodra of kort nadat de vlam uitgaat, bijvoorbeeld door uitwaaien of door een korte onderbreking van de gastoevoer.
Veel moderne cv- en warmwatertoestellen werken zonder een permanent brandende waakvlam. Deze hebben een elektrische ontsteking en een element dat controleert of het uitstromende gas ook daadwerkelijk ontstoken is. Dit is de ionisatiebeveiliging. De ontsteking van deze apparaten verloopt als volgt: op het moment dat er warmte wordt gevraagd, opent een gasklep en wordt een elektrisch contact gesloten waardoor een generator vonken produceert die via een bougie (ontsteekelektrode) worden afgegeven. Deze ontsteken een kleine aansteekbrander of direct de hoofdbrander. Bij toepassing van een aansteekbrander wordt de hoofdgasbrander geopend enkele seconden nadat de beveiliging heeft geconstateerd dat de aansteekbrander brandt. Indien de hoofdbrander direct wordt ontstoken, controleert de beveiliging of deze brander brandt.
Bij ionisatiebeveiliging wordt via een elektrodepen gemeten of het gas brandt. De hete verbrandingsgassen ioniseren tussen de brander en deze elektrodepen; het gas fungeert in feite als diode voor de stroomtoevoer. Als er geen hete verbrandingsgassen zijn, herhaalt de ontstekingsprocedure zich; ontsteekt de brander, dan gaat de gasklep op de grote stand open. Is er geen vlam of valt de gasdruk weg, dan wordt het ionisatiecircuit onderbroken, waardoor de gasklep wordt gesloten.

## Werking
De ionisatiebeveiliging berust op het principe, dat een (gas)vlam de lucht ioniseert. Geïoniseerde luchtdeeltjes kunnen een (zeer kleine) elektrische stroom geleiden. Deze deeltjes hebben door de gasstroom een bepaalde snelheid en richting. Door de positie van de twee in de vlam stekende elektroden optimaal te kiezen is er zo een verschil meetbaar tussen de geleiding van de elektrische stroom in de twee mogelijke richtingen tussen deze elektroden. Als er een (hoge) wisselspanning over de elektroden wordt gezet treedt er bij de geleiding een soort gelijkrichting op. De wisselspanning wordt (in praktische toepassingen) via een condensator naar de meetelektrode geleid, terwijl de andere elektrode (in de Oxipilot het thermokoppel, zie foto) de massa is. De stroming in de gasvlam verloopt van het thermokoppel naar de meetelektrode. De elektronen kunnen daardoor gemakkelijker van de massa náár de meetelektrode vloeien. De elektrische stroom, die per definitie de omgekeerde richting van die van de elektronen heeft, loopt daarom gemakkelijker van de elektrode naar massa, de weerstand in positieve richting daalt, de gemiddelde waarde van het wisselspanningssignaal wordt dan kleiner dan nul, de sinus zakt. Dit meetsignaal wordt via een RC-filter naar de ingang van een zeer hoogohmige versterker gestuurd. Deze versterker kan met een enkele transistor zijn gerealiseerd of met een geïntegreerde versterker. Na versterking wordt met behulp van een comparator de (negatieve) gelijkstroomcomponent van het vlamsignaal gedetecteerd. Vaak wordt een kleine positieve voorspanning door dit negatieve signaal tot nul verlaagd, om geen negatieve voedingsspanning nodig te hebben. Zolang deze aanwezig is kan de branderbesturing de gastoevoer naar de brander in stand houden. Het filter maakt deze detectie relatief traag, met reactietijden tot enkele seconden.
Bij de afbeeldingen hiernaast: in het rode kader staat het sterk vereenvoudigde vervangingsschema van de vlam. De elektrische stroom door de gasvlam loopt door de linker weerstand. De rechter vertegenwoordigt de grotere geleidbaarheid door de stroming van de ionen in één richting. De waarde hiervan is vele malen hoger dan die van de linker. Omdat de wisselspanning via een condensator wordt aangeboden, zal de sinusvorm 'zakken' en de gemiddelde spanning negatief worden. De orde van grootte voor de spanningdaling is (slechts) 1 volt bij een wisselspanning van 200 V. De ordegrootte van de maximumstroom door de vlam is enkele microampères. De 'weerstand' van de vlam is dus in de ordegrootte van 100 megaohm. Bij vervuiling tussen de elektroden zou er een lekstroom in deze orde kunnen gaan lopen, deze kan echter nooit een genoemde diodewerking hebben; daarom kan deze vorm van ionisatiedetectie dit onderscheid gemakkelijk maken.
In de praktijk wordt de meetelektrode voor de ionisatie vaak tevens gebruikt om de waakvlam te ontsteken met een hoogspanningspuls. De meetingang van de hoogohmige versterker wordt dan beveiligd met een varistor. De combinatie van waakvlambrander, thermokoppel en ontsteekelektrode (ook wel bougie genoemd) annex ionisatiedetectie-elektrode wordt ook wel een oxygen depletion sensor (ODS) of, met een merknaam, Oxypilot genoemd.
Moderne cv-ketels en andere gasapparaten hebben geen waakvlam meer (energiebesparing). De hoofdbrander wordt direct ontstoken, en het thermokoppel ontbreekt. De spanningsbron voor de ionisatiesensor wordt veelal afgeleid van de netspanning met een hoogohmige spanningsdeler tussen 0 volt en fase. Daardoor maakt het niet uit hoe de stekker in het stopcontact zit (bij neutral grounded). Er staat dan bij 230 VAC in een spanning van 115 VAC op de ionisatiesensor. Dit leidt bij CV ketels tot ionisatiegelijkstromen in de orde van van 3 tot 10 microampère. 
Voorbeelden van apparaten waarin een ionisatiebeveiliging wordt toegepast zijn: cv-ketels, geisers en gaskachels.